# Dia Mundial da Paz
O Dia Mundial da Paz, inicialmente chamado simplesmente de Dia da Paz, é comemorado em 1 de janeiro, tendo sido criado pelo Papa Paulo VI em 1967.

## História
Em 8 de dezembro de 1967, o Papa Paulo VI escreveu uma mensagem propondo a criação do Dia Mundial da Paz, a ser festejado no dia 1 de janeiro de cada ano. Mas o papa não queria que a comemoração se restringisse apenas aos católicos – para ele, a verdadeira celebração da paz só estaria completa se envolvesse todos os homens, não importando a religião. “A proposta de dedicar à paz o primeiro dia do novo ano não tem a pretensão de ser qualificada como exclusivamente nossa, religiosa ou católica. Antes, seria para desejar que ela encontrasse a adesão de todos os verdadeiros amigos da paz”, dizia, em sua mensagem. No texto, expressava seu desejo de que esta iniciativa ganhasse adesão ao redor do mundo com “caráter sincero e forte de uma humanidade consciente e liberta dos seus tristes e fatais conflitos bélicos, que quer dar à história do mundo um devir mais feliz, ordenado e civil”. Portanto, O Dia da Paz Mundial é um dia a ser celebrado pelos "verdadeiros amigos da Paz", independente de credo, etnia, posição social ou econômica.
Dizia o Papa Paulo VI em sua primeira mensagem para este dia: "Dirigimo-nos a todos os homens de boa vontade, para os exortar a celebrar o Dia da Paz, em todo o mundo, no primeiro dia do ano civil, 1 de Janeiro de 1968. Desejaríamos que depois, cada ano, esta celebração se viesse a repetir, como augúrio e promessa, no início do calendário que mede e traça o caminho da vida humana no tempo que seja a Paz, com o seu justo e benéfico equilíbrio, a dominar o processar-se da história no futuro".
A proposta de dedicar à Paz o primeiro dia do novo ano não tem a pretensão de ser qualificada como exclusivamente religiosa ou católica. Antes, seria para desejar que ela encontrasse a adesão de todos os verdadeiros amigos da Paz, como se se tratasse de uma iniciativa sua própria; que ela se exprimisse livremente, por todos aqueles modos que mais estivessem a caráter e mais de acordo com a índole particular de quantos avaliam bem, como é bela e importante ao mesmo tempo, a consonância de todas as vozes do mundo, consonância na harmonia, feita da variedade da humanidade moderna, no exaltar este bem primário que é a Paz.
Completava ainda o Papa Paulo VI: "A Igreja católica, com intenção de servir e de dar exemplo, pretende simplesmente lançar a ideia, com a esperança de que ela venha não só a receber o mais amplo consenso no mundo civil, mas que também encontre por toda a parte muitos promotores, a um tempo avisados e audazes, para poderem imprimir ao Dia da Paz, a celebrar-se nas calendas de cada novo ano, caráter sincero e forte, de uma humanidade consciente e liberta dos seus tristes e fatais conflitos bélicos, que quer dar à história do mundo um devir mais feliz, ordenado e civil".

## Temas do Dia Mundial da Paz
Os Papas têm por costume escolher um tema e escrever uma mensagem para este dia.

### Temas escolhidos peloPapa Paulo VI
| ANO  | TEMA                                                 |
| ---- | ---------------------------------------------------- |
| 1968 | O Dia da Paz                                         |
| 1969 | A promoção dos direitos do Homem, caminho para a Paz |
| 1970 | Educação para a Paz mediante a reconciliação         |
| 1971 | Todos os homens são meus irmãos                      |
| 1972 | Se queres a Paz, trabalha pela justiça               |
| 1973 | A Paz é possível                                     |
| 1974 | A Paz também depende de ti                           |
| 1975 | A Reconciliação, caminho para a Paz                  |
| 1976 | As verdadeiras armas da Paz                          |
| 1977 | Se queres a Paz, defendes a vida                     |
| 1978 | Não à violência, sim à Paz                           |

### Temas escolhidos peloPapa João Paulo II
| ANO  | TEMA                                                                                |
| ---- | ----------------------------------------------------------------------------------- |
| 1979 | Para alcançar a Paz, educar para a Paz                                              |
| 1980 | A verdade, força da Paz                                                             |
| 1981 | Para servir a Paz, respeita a liberdade                                             |
| 1982 | A Paz: dom de Deus confiado aos homens                                              |
| 1983 | O diálogo para a Paz, um desafio para o nosso tempo                                 |
| 1984 | De um coração novo, nasce a Paz                                                     |
| 1985 | A Paz e os jovens caminham juntos                                                   |
| 1986 | A Paz é um valor sem fronteiras. Norte, Sul, Leste, Oeste: uma só Paz               |
| 1987 | Desenvolvimento e Solidariedade: duas chaves para a Paz                             |
| 1988 | Liberdade Religiosa, condição para a Paz                                            |
| 1989 | Para construir a Paz, respeita a consciência do homem                               |
| 1990 | Paz com Deus criador, Paz com toda criação                                          |
| 1991 | Se queres a Paz, respeita a consciência do homem                                    |
| 1992 | Os crentes unidos na construção da Paz                                              |
| 1993 | Se queres a Paz, vais ao encontro dos pobres                                        |
| 1994 | Da Família nasce a Paz da família humana (no Ano Internacional da Família)          |
| 1995 | Mulher, educadora da Paz                                                            |
| 1996 | Demos às crianças um futuro de Paz                                                  |
| 1997 | Oferece o perdão, recebe a Paz                                                      |
| 1998 | Da justiça de cada um, nasce a Paz para todos                                       |
| 1999 | No respeito dos direitos humanos, o segredo da verdadeira Paz                       |
| 2000 | Paz na terra aos homens que Deus ama                                                |
| 2001 | Diálogo entre as culturas para uma civilização do Amor e da Paz                     |
| 2002 | Não há Paz sem justiça, não há justiça sem perdão                                   |
| 2003 | Pacem in Terris: um compromisso permanente (nos 40 anos da encíclica de João XXIII) |
| 2004 | Um compromisso sempre atual: educar para a Paz                                      |
| 2005 | Não te deixes vencer pelo mal, vence antes o mal com o bem                          |

### Temas escolhidos peloPapa Bento XVI
| ANO  | TEMA                                         |
| ---- | -------------------------------------------- |
| 2006 | Na verdade, a Paz                            |
| 2007 | A Pessoa Humana, coração da Paz              |
| 2008 | Família Humana: Comunidade de Paz            |
| 2009 | Combater a pobreza, construir a Paz          |
| 2010 | Se quiser cultivar a Paz, preserve a criação |
| 2011 | Liberdade Religiosa, caminho para a Paz      |
| 2012 | Educar os jovens para a Justiça e para a Paz |
| 2013 | Bem-aventurados os construtores de Paz       |

### Temas escolhidos peloPapa Francisco
| ANO  | TEMA                                                                                               |
| ---- | -------------------------------------------------------------------------------------------------- |
| 2014 | Fraternidade, fundamento e caminho para a Paz                                                      |
| 2015 | Não mais escravos, mas irmãos                                                                      |
| 2016 | Vence a indiferença e conquista a Paz                                                              |
| 2017 | A não-violência: estilo de uma política para a Paz                                                 |
| 2018 | Migrantes e refugiados: homens e mulheres á procura da paz                                         |
| 2019 | A boa política está ao serviço da paz                                                              |
| 2020 | A Paz como caminho de esperança: diálogo, reconciliação e conversão ecológica                      |
| 2021 | A Cultura do cuidado como percurso de paz                                                          |
| 2022 | Diálogo entre gerações, educação e trabalho: instrumentos para construir uma paz duradoura         |
| 2023 | Ninguém pode salvar-se sozinho. Juntos, recomecemos a partir de Covid-19 para traçar sendas de paz |
| 2024 | Inteligência artificial e paz                                                                      |